# Jürgen van Buer
Jürgen van Buer (* 14. März 1949 in Haltern) ist ein deutscher Wirtschaftspädagoge.

## Leben und Wirken
Nach dem Abitur 1967 in Münster studierte Jürgen van Buer von 1969 bis 1971 Romanistik und Erziehungswissenschaft an der Universität Münster, von 1971 bis 1972 an der Sapienzia Università di Roma und arbeitete gleichzeitig am Centro Nationale della Ricerca (C.N.R) in Rom. Nach seiner Rückkehr nach Deutschland beendete er 1973 sein Studium zum Magister Artium (M.A.) an der Universität Göttingen. 
Von 1973 bis 1980 war er wissenschaftlicher Mitarbeiter in mehreren Projekten zur Curriculum- und zur Lehr-Lern-Forschung. 1980 promovierte er in Göttingen zum Dr. phil. Im selben Jahr erhielt er den Nachwuchsförderungspreis der Deutschen Gesellschaft für Erziehungswissenschaft (DGfE). Von 1980 bis 1992 wechselte er als wissenschaftlicher Mitarbeiter in die Abteilung Berufspädagogik an die Universität-Gesamthochschule Siegen, wo er u. a. in mehreren Projekten über lernschwache Jugendliche in der beruflichen Bildung arbeitete. 1989 habilitierte er sich in Siegen in allgemeiner Erziehungswissenschaft. 
1992 erhielt der einen Ruf an die Humboldt-Universität zu Berlin als Professor auf den Lehrstuhl für Wirtschaftspädagogik, wo er bis 2016 wirkte. Arbeitsschwerpunkte und Projekte waren Schulentwicklung, lernschwache Jugendliche in der beruflichen Bildung, Bildungscontrolling und Qualitätsmanagement, Lehr-Lern-Forschung in der beruflichen Bildung sowie Kooperation der Lernorte in der beruflichen Bildung. 
Von 2001 bis 2003 war er Mitglied der Bildungskommission der Länder Berlin und Brandenburg. Von 2004 bis 2008 leitete er ein größeres Tempus-Projekt zur Implementation von Qualitätsmanagement an syrischen Universitäten. Seit 2014 begleitete er an der Erziehungswissenschaftlichen Fakultät der Universität Granada (Spanien) Projekte zur Implementierung des auf spanische, hier besonders auf andalusische Bedingungen adaptierten Dualen Systems der Berufsausbildung. Seit 2019 leitet er die Wissenschaftliche Begleitung eines Berliner Projektes zur Kooperation der Lernorte in der beruflichen Bildung und zur Entwicklung und Implementierung von Standards für die Kooperation zwischen beruflichen Schulen und Unternehmen/Betrieben. Seit einigen Jahren widmet er sich dem Problemfeld des Studium Generale an deutschen Universitäten und Hochschulen.

## Ehrungen
- 1989 erhielt er die Ehrenmedaille der Besseneyí-Hochschule in Nyíregyháza (Ungarn).
- 1997 wurde er zum Ehrenmitglied der Ungarischen Akademie der Wissenschaften (Comitát SSB) ernannt.
- 1997 wurde ihm die Ehrendoktorwürde der Universität für National- und Weltwirtschaft in Sofia (Bulgarien) verliehen.

## Ausgewählte Schriften
- Pädagogische Freiheit des Lehrers im unterrichtlichen Alltag. Realität oder Illusion?. Frankfurt am Main 1990, ISBN 3-631-42682-8.
- Lehrerbild des Schülers und unterrichtliches Schülerverhalten. Kiel 1991, OCLC 633477501.
- Schlüsselqualifikation „Kommunikationsfähigkeit“. Probleme und Perspektiven. Kiel 1992, OCLC 75272265.
- Prozesscontrolling (S. 87–116). In: Susan Seeber, Elisabeth M. Krekel & Jürgen van Buer (Hrsg.): Bildungscontrolling. Ansätze und kritische Diskussionen zur Effizienzsteigerung von Bildungsarbeit. Frankfurt a. M. et al. 2000, ISBN 3-631-35258-1.
- mit Adolf Kell & Eveline Wittmann: Berufsbildungsforschung in ausgewählten Wissenschaften und mutidisziplinären Forschungsbereichen. Frankfurt a. M. 2001, ISBN 3-631-36699-X
- mit Susan Seeber & Ingela Mohr: Qualitätssicherung in der Verbundausbildung - Endbericht. Studien zur Wirtschaftspädagogik und Berufsbildungsforschung aus der Humboldt-Universität zu Berlin, Bd. 6.1, 2004, Humboldt-Universität zu Berlin.
- mit Olga Zlatkin-Troitschanskaia (Hrsg.): Adaptivität und Stabilität der Berufsausbildung. Frankfurt a. M. 2005, ISBN 3-631-54134-1.
- mit Olga Troitschanskaia: "Vorberufliche" Bildung in beruflichen Schulen - neue Formen adaptiver Lehrangebote durch institutionelle Kooperation? Studien zur Wirtschaftspädagogik und Berufsbildungsforschung aus der Humboldt-Universität zu Berlin, Bd. 8.1, 2006, Humboldt-Universität zu Berlin.
- mit Steffi Badel: Endbericht zum Modellversuch "Modulare-Duale-Qualifizierungsmaßnahme" (MDQM) - Zusammenfassende Ergebnisse der Wissenschaftlichen Begleitung zum Berichtszeitraum 1999-2006. Studien zur Wirtschaftspädagogik und Berufsbildungsforschung aus der Humboldt-Universität zu Berlin, Bd. 11, 2007, Humboldt-Universität zu Berlin.
- New Findings from Research on Teaching an Learning (111–122). In: Jenny Coogan (Ed.): Practice Dance - A somatic Orientation. Berlin, ISBN 978-3-8325-4213-9.
- Jürgen van Buer (Hrsg.): Studium Generale zwischen wiederentdeckten Bildungsansprüchen, utilitaristischer Instrumentalisierung und akademischer Verwahrlosung. Berlin 2019, ISBN 978-3-8325-4877-3.
- Erfolgreiches Lehren und Lernen im Studium Generale - Erkenntnisse aus der Hochschulforschung und der Hochschuldidaktik? (80–121). In: Thomas Düll, Flóra Tálasi, mit Cornelia Wagner-Herrbach (Hrsg.): Studium Generale als Einübung in Paradoxien - Diskurse, Verortungen und Schaustücke. Berlin 2020, ISBN 978-3-8325-5022-6.